# Бой под Томашувом-Мазовецким
Бой под Томашувом-Мазовецким (пол. Bitwa pod Tomaszowem Mazowieckim) — бой между польскими и немецкими войсками, произошедший 6 сентября 1939 года в ходе Сентябрьской кампании в окрестностях местечка Чеканув в Томашувском повете Лодзинского воеводства.

## Ход боя
Силы 13-й пехотной дивизии Войска Польского под командованием полковника Владислава Зубош-Калиньского в тот день вступили в бой с 1-й и 4-й танковыми дивизиями вермахта из 16-го моторизованного корпуса. Корпус подошёл сюда после прорыва польской обороны под Пётркувом-Трыбунальским и движения немцев к Варшаве. 5 сентября немецкие войска расположились в Бендкуве, где с ними завязали бой части 13-й пехотной дивизии.
13-я пехотная дивизия с утра эффективно оборонялась, но во второй половине дня броневики 4-й немецкой пехотной дивизии прорвалась через брешь в центре польской группировки, разгромила артиллерию 13-й пехотной дивизии и начала проникнуть на восток в сторону Любохни, вызвав панику среди собравшихся там обозов 13, 19 и 29-й пехотных дивизий, которые бежали в сторону Мщонова. Вскоре в брешь вошли части 1-й пехотной дивизии и заняли северную окраину Томашува. 
Генерал Домб-Бернацкий, все еще надеясь сохранить связь с армией «Лодзь», в 17 часов приказал перегруппировать резервный 44-й пехотный полк на север для усиления правого крыла, находившегося в подвешенном состоянии. В 6 часов вечера полковник Калинский вновь сообщил о тяжелых боях и прорыве обороны в центре. Генерал Домб-Бернацкий приказал удерживать позиции и выделил дивизии батальон танков 7ТП. Однако вечером из 13-й стрелковой дивизии пришло еще одно сообщение о вынужденном отступлении дивизии в леса под Любохней. В ответ генерал приказал 13-й пехотной дивизии отступить по реке Пилица через мост в Иновлудзе и сконцентрироваться в Брудзевицком лесу. Приказ командующего армией не дошел до 45-го пехотного полка, который, пытаясь подчиниться ранее полученному приказу полковника Калинского отступать в сторону Любохни, прорвался на север через Томашув, где ночью был застигнут врасплох обстрелом противника и разбит.

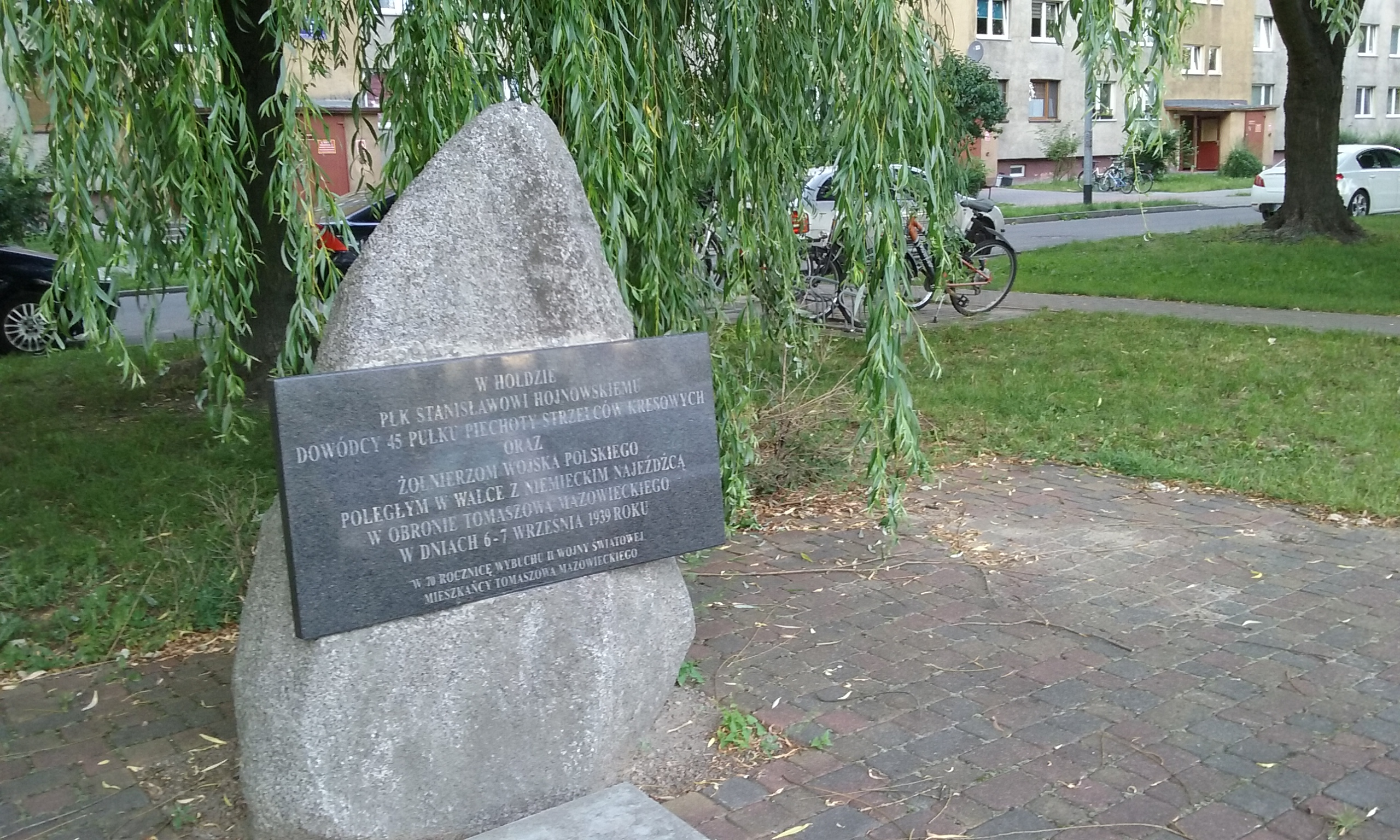
Памятник участникам сражения

13-я дивизия в составе остатков армии «Прусы» под угрозой полного уничтожения отступила к Варшаве, понеся большие потери.